# Województwo sandomierskie (I Rzeczpospolita)
Województwo sandomierskie (łac. Palatinatus Sandomirensis)  – jednostka terytorialna Korony Królestwa Polskiego, później Rzeczypospolitej Obojga Narodów, istniejąca od XIV wieku do 1795 r., część prowincji małopolskiej. Obejmowała powierzchnię 23 860 km² posiadając 7 powiatów. Siedzibą wojewody był Sandomierz, a sejmiki ziemskie odbywały się w Opatowie.
W Nowym Mieście Korczynie w woj. sandomierskim odbywały się sejmiki generalne dla prowincji małopolskiej.

## Terytorium
Na północy sandomierskie graniczyło z województwem mazowieckim, w części poprzez rzekę Radomkę i Łukawkę. Pilica odgraniczała je od województw rawskiego, łęczyckiego i sieradzkiego. Od południowego zachodu sandomierskie sąsiadowało z woj. krakowskim, a dalej od południowego wschodu z województwem ruskim. Od wschodu poprzez Wisłę i Wieprz graniczyło z województwem lubelskim.
Po 1474 r. województwo sandomierskie obejmowało obszar o powierzchni 467,25 mili kwadratowej. W XVI wieku w województwie było 374 parafii, 100 miast i miasteczek oraz 2586 wsi. Te ostatnie miały 11465 łanów kmiecych, szlachty zagrodowej było 261.
| Powiat              | Powierzchnia w mil² | Powierzchnia w km² |
| ------------------- | ------------------- | ------------------ |
| powiat sandomierski | 114,23              | 6290,05            |
| powiat wiślicki     | 44,14               | 2429,83            |
| powiat pilzneński   | 72,86               | 4011,08            |
| powiat chęciński    | 54,06               | 2977,00            |
| powiat opoczyński   | 44,58               | 2454,71            |
| powiat radomski     | 105,02              | 5782,56            |
| powiat stężycki     | 32,33               | 1780,83            |
| Razem (województwo) | 467,25              | 25726,76           |

## Historia

Sandomierz w XVII wieku

Należące do Małopolski woj. sandomierskie wywodziło się z dawnej piastowskiej dzielnicy książęcej, której trzon wyznaczyła wzmiankowana na przełomie XI/XII w. ziemia sandomierska. Do niej w 1173 r. przyłączono księstwo wiślickie. Za rządów Konrada Mazowieckiego prowincja łęczycka została odłączona od dzielnicy senioralnej (w skład której wchodziła prowincja sandomierska) i jako księstwo łęczyckie przyłączona do Mazowsza w ok. 1231 r.; nieco później w 1239 r. lub 1243 r. księstwo łęczyckie utraciło na rzecz ziemi sandomierskiej trzy kasztelanie zapilickie zlokalizowane po wschodniej stronie Pilicy: małogoską, żarnowską i skrzyńską (na skutek klęsk Konrada Mazowieckiego w walce o dzielnice sandomierską i krakowską).
Woj. sandomierskie obejmowało obszary graniczące na północy z Mazowszem na dolnej Radomce (Radomierzy) i równoleżnikowym odcinku Pilicy, pozostawiając tzw. Zapilcze (Zapilicze) po stronie mazowieckiej. Granicę z woj. łęczyckim i sieradzkim wyznaczała Pilica, a z woj. krakowskim na północ od Wisły – Nidzica (rzeka). Na południu woj. sandomierskie obejmowało zawiślańską część dawnej ziemi wiślickiej i dawny pow. tarnowski (później pilzneński), w skład którego wchodził dekanat dębicki zwany leśnym. Na południowym wschodzie granica z ziemiami sanocką i przemyską biegła szerokim pasem prastarej Puszczy Sandomierskiej. Na wschodzie woj. sandomierskie niemal do schyłku średniowiecza przekraczało Wisłę i obejmowało obszerne tereny ziem lubelskiej oraz łukowskiej.
Ze względu na rozległość województwa sandomierskiego za Kazimierza IV Jagiellończyka w 1474 r. na prawym brzegu Wisły utworzono nowe województwo – lubelskie. Granicę województwa sandomierskiego od ujścia Sanu do ujścia Kurówki ustalono na Wiśle. W województwie sandomierskim pozostała leżąca za Wisłą lesista i ówcześnie nieskolonizowana ziemia stężycka.
W ramach I rozbioru Polski (1772) województwo sandomierskie straciło obszary na prawym brzegu Wisły – Austria zajęła w całości powiat pilzneński oraz prawobrzeżne części wiślickiego i sandomierskiego. W latach 1795–1809 do Austrii należały także tereny na lewym brzegu Wisły; w 1809 r. weszły one w skład Księstwa Warszawskiego, a następnie Królestwa Polskiego. W wyniku rozbiorów Sandomierz stał się miastem przygranicznym, tym samym dla obszarów należących do Królestwa Polskiego funkcje stołeczne przejęte zostały przez Radom i Kielce.

## Powiaty
W 1397 r. część woj. sandomierskiego na lewym brzegu Wisły podzielona została na trzy powiaty: sandomierski, radomski i chęciński.
Później na podstawie ksiąg poborowych uważa się, że jeszcze na początku XVI wieku województwo sandomierskie składało się z 9 powiatów: sandomierskiego, wiślickiego, chęcińskiego, opoczyńskiego, radomskiego, szydłowskiego, stężyckiego, pilzneńskiego i tarnowskiego. Dwa z nich: tarnowski i szydłowski, w ciągu XVI wieku wcielone zostały do sąsiednich: tarnowski do pilzneńskiego, a szydłowski do wiślickiego i sandomierskiego.
Lucjan Tatomir podał, że woj. sandomierskie dzieliło się na 7 powiatów: sandomierski, wiślicki, pilźnieński, radomski, stężycki (ziemia stężycka), opoczyński, chęciński. Podział ten podał wcześniej Kasper Niesiecki w swoim herbarzu, zaznaczając 6 powiatów i ziemię stężycką.
Zygmunt Gloger opierając się na taryfie do podymnego (w księdze podatkowej) przedstawił, że woj. sandomierskie dzieliło się na 6 powiatów: sandomierski, wiślicki, chęciński, opoczyński, stężycki i pilzneński, oraz siódma „ziemia radomska”. Gloger dowodził, że ziemia radomska była 3 razy większa od ziemi stężyckiej, położonej na wschodnim brzegu Wisły.

## Urzędy
Sandomierskie miało dwóch senatorów większych – wojewodę i kasztelana sandomierskiego. Mniejszych senatorów było siedmiu, byli to kasztelanowie: wiślicki, radomski, zawichojski, żarnowski, małogoski, połaniecki i czechowski. Każdy z powiatów miał swoich urzędników ziemskich, jedynie podkomorzy był jeden dla całego województwa. W sandomierskim było 6 starostw grodowych: sandomierskie, radomskie, chęcińskie, opoczyńskie, nowomiejskie (korczyńskie) oraz stężyckie. Do starostw niegrodowych należały m.in.: wiślickie, pilzneńskie, stopnickie, soleckie, zawichojskie, szydłowskie, przedborskie, ropczyckie, ryczywolskie, radoszyckie, małogoskie, ryckie i zwoleńskie.
Na obszarze województwa działały trzy sądy ziemskie. W Sandomierzu sądzono sprawy z powiatów: sandomierskiego, wiślickiego i pilzneńskiego. W Radomiu z powiatów: radomskiego, opoczyńskiego i chęcińskiego. W Stężycy natomiast z powiatu stężyckiego. Sejmiki województwa sandomierskiego odbywały się w Opatowie. Wybierano na nich siedmiu posłów (po jednym z każdego powiatu) na sejm koronny.